# Antoine Corgiatti
Antoine Corgiatti, né le 29 septembre 1945 à Jarny (Meurthe-et-Moselle), est un footballeur français ayant évolué comme milieu de terrain à l'Amicale de Lucé dans les années 1970.
Avec le club lucéen, il dispute six saisons en troisième division puis quatre en Division 2.

## Biographie
Né à Jarny (Meurthe-et-Moselle), Antoine Corgiatti est mentionné comme joueur de l'Amicale de Lucé à partir de 1970. L'équipe évolue en troisième division depuis un an. En 1976, elle remporte son groupe de Division 3 avec Bernard Chiarelli à sa tête et accède en D2 où l'Amicale et son joueur passent quatre saisons sous la direction d'André Grillon. Corgiatti n'apparait ensuite plus dans l'équipe. En dix ans, il joue plus de 180 rencontres et marque 36 buts.

## Statistiques
| Saison                | Club                  | Championnat           | Championnat | Championnat | Coupe(s) nationale(s) | Coupe(s) nationale(s) | Total | Total |
| Saison                | Club                  | Division              | M.          | B.          | M.                    | B.                    | M.    | B.    |
| 1970-1971             | Amicale de Lucé       | D3                    | 22          | 5           | -                     | -                     | 22    | 5     |
| 1971-1972             | Amicale de Lucé       | D3                    | 19          | 6           | -                     | -                     | 19    | 6     |
| 1972-1973             | Amicale de Lucé       | D3                    | 28          | 8           | -                     | -                     | 28    | 8     |
| 1973-1974             | Amicale de Lucé       | D3                    | 24          | 8           | 1                     | -                     | 25    | 8     |
| 1974-1975             | Amicale de Lucé       | D3                    | 27          | 6           | -                     | -                     | 27    | 6     |
| 1975-1976             | Amicale de Lucé       | D3                    | 21          | 1           | -                     | -                     | 21    | 1     |
| 1976-1977             | Amicale de Lucé       | D2                    | 11          | 1           | -                     | -                     | 11    | 1     |
| 1977-1978             | Amicale de Lucé       | D2                    | 3           | -           | -                     | -                     | 3     | 0     |
| 1978-1979             | Amicale de Lucé       | D2                    | 7           | 1           | -                     | -                     | 7     | 1     |
| 1979-1980             | Amicale de Lucé       | D2                    | 21          | -           | -                     | -                     | 21    | 0     |
| Total sur la carrière | Total sur la carrière | Total sur la carrière | 183         | 36          | 1                     | -                     | 184   | 36    |

## Palmarès
- Division 2
  - meilleure performance : 4e en 1977
- Division 3
  - Champion du groupe Centre : 1976
- Coupe de France
  - meilleure performance : 16e de finale en 1978